# چیجوا
چیجوا (به لاتین: Chizhou) یک شهر مرکزی در جمهوری خلق چین است که در آن‌هوئی واقع شده‌است.

## خصوصیات
چیجوا ۹٬۴۲۳ کیلومترمربع مساحت و ۱٬۵۵۰٬۰۰۰ نفر جمعیت دارد.